# Patsy Mink
Patsy Matsu Takemoto, coniugata Mink (Maui, 6 dicembre 1927 – Honolulu, 28 settembre 2002), è stata una politica e avvocato statunitense, membro della Camera dei Rappresentanti per lo stato delle Hawaii dal 1965 al 1977 e dal 1990 al 2002.

## Biografia
Nippo-americana da tre generazioni, la Mink nacque a Maui e frequentò l'Università delle Hawaii e quella del Nebraska. Le discriminazioni nei confronti delle donne però la spinsero ad abbandonare gli studi di medicina per intraprendere quelli di legge e si iscrisse così all'Università di Chicago. Divenuta avvocato, la Mink si sposò ed ebbe una figlia.
In questi stessi anni cominciò ad interessarsi di politica e svolse alcuni ruoli di rappresentante per il territorio delle Hawaii. Quando le Hawaii divennero effettivamente uno stato dell'Unione, la Mink si impegnò ancora di più in politica, finché nel 1965 venne eletta deputata al Congresso come esponente del Partito Democratico. Da quell'anno fino al 1971 la Mink rappresentò il suo stato insieme a Spark Matsunaga, già deputato dal 1963.
Nel 1971 lo stato delle Hawaii venne ripartito in due distretti congressuali: la Mink rappresentava il secondo e Matsunaga il primo. Nel 1972 la Mink provò a candidarsi alle presidenziali, ma non ebbe molto successo. Dopo tre mandati da deputata la Mink decise di candidarsi al Senato, ma fu sconfitta nelle primarie democratiche da Matsunaga. Dopo aver perso il seggio, la Mink trovò impiego nell'amministrazione Carter, come Assistente del Segretario di Stato per gli Oceani e gli Affari Internazionali Scientifici e Ambientali.
Nel 1990 riuscì a rioccupare il seggio alla Camera e mantenne il posto facendosi rieleggere fino al 2002. In quell'anno infatti, pochi giorni prima della riconferma del suo mandato, venne ricoverata ad Honolulu per una polmonite, che la portò alla morte il 28 settembre. Nonostante ciò, gli elettori la rielessero, ma il seggio venne riassegnato attraverso delle elezioni speciali, vinte da Ed Case.